# Souassi
Les Souassi (arabe : السواسي) sont une tribu tunisienne d'origine arabe hilalienne établie dans la région de Mahdia, et ayant pour capitale la ville d'Essouassi.

## Histoire

### Origines
Les Souassi seraient des descendants de la tribu des Riyah, installée au Maghreb à la suite de l'invasion hilalienne. Le nom de la tribu viendrait d'un homme dénommé Sassi Laghdar qui se serait établi chez les Riyah, présents dans la région de Zaghouan, et y aurait acquis une grande autorité. Cependant, une autre hypothèse évoque le fait que ce nom est le pluriel du mot saci qui signifierait mendiant en arabe.

### Époque moderne
Ils participent en 1735 à la bataille de Smendja aux côtés d'autres tribus tunisiennes. Pendant le XIXe siècle, ils sont marginalisés par le pouvoir du fait de leur migration vers Tunis.
Historiquement, ils se révoltent à plusieurs reprises contre le pouvoir beylical. En 1881, durant la colonisation française, ils s'allient aux Jlass et aux Ouled Saïd, réunissent 6 000 hommes, et attaquent l'armée française à Bir Hfaïdh près de Hammamet. Ils migrent ensuite en Tripolitaine avant de rentrer en Tunisie par la suite.

## Démographie
La tribu est composée de plusieurs fractions, à savoir :
- Ouled Moussa ;
- Ouled Amor ;
- Ouled Sidi El Hani ;
- El Ali ;
- Menadla ;
- Abeira ;
- Djerraouia.

Au XIXe siècle, la population des Souassi est d’environ 20 000 personnes.

## Culture
Musulmans, ils fondent de nombreuses zaouïas et accordent une grande importance à leur saint Sidi Naceur. 
Nomades, les Souassi possèdent un centre d'élevage de Barbe tunisien. 